# Mamadou Guissé
Mamadou Guissé (Antwerpen, 15 december 2001) is een Belgisch-Frans basketballer.

## Carrière
Guisse speelde in de jeugd van Red Vic Wilrijk, Soba Antwerpen en het Franse JA Vichy-Clermont. Bij de Franse club maakte hij in het seizoen 2019/20 zijn debuut in de eerste ploeg. In dat eerste seizoen speelde hij twee wedstrijden mee. Vanaf het seizoen erop werd hij voltijds opgenomen in de eerste ploeg en speelde in nagenoeg alle wedstrijden mee. En kreeg seizoen na seizoen ook meer speelminuten. In 2024 maakte hij de overstap naar de Franse eersteklasser Limoges CSP.

### Nationale ploeg
In 2024 maakte hij zijn debuut voor de Belgische nationale ploeg in enkele oefenwedstrijden. Hij twijfelde daarnaast ook om te gaan spelen voor het Senegalese nationale team.